# Dieffenbachia parlatorei
Dieffenbachia parlatorei là một loài thực vật có hoa trong họ Ráy (Araceae). Loài này được Linden & André mô tả khoa học đầu tiên năm 1875.